# SIG SG 550
O SG 550 é um fuzil de assalto fabricado pela Swiss Arms AG (anteriormente uma divisão da Schweizerische Industrie Gesellschaft, SIG, agora conhecida como SIG Holding AG) na Suíça. "SG" é uma abreviatura de Sturmgewehr (fuzil de assalto). O fuzil é baseado no predecessor SIG SG 540 em 5,56×45mm NATO.

## História

### Desenvolvimento
Em 1978, as forças armadas suíças formularam requisitos para um sucessor do fuzil de batalha Stgw 57 (conhecido comercialmente como SIG SG 510) usando o cartucho Schmidt – Rubin de 7,5×55mm. A ênfase foi colocada na modularidade; a família de armas deveria incluir várias variantes do projeto de base, incluindo uma carabina compacta que seria emitida para tropas de retaguarda e apoio, comando de estado-maior, tripulações de veículos, pessoal das forças especiais e paraquedistas. Outro objetivo era reduzir o peso total do fuzil, mantendo uma precisão comparável ou melhorada até 300m. A solicitação foi reduzida a dois projetos: o W+F C42 (desenvolvido pela estatal Waffenfabrik Bern, usando cartuchos de 6,45×48mm e 5,6×45mm) e o SG 541 (desenvolvido pela SIG). Em 1981, o cartucho experimental GP 80 de 6,45 mm foi rejeitado em favor do cartucho GP 90 de 5,6×45mm mais convencional (com um projétil de núcleo de chumbo de 4,1g, revestido de tombac), que é o equivalente suíço ao cartucho padrão 5,56×45mm da OTAN.

Precursores do Sig 550
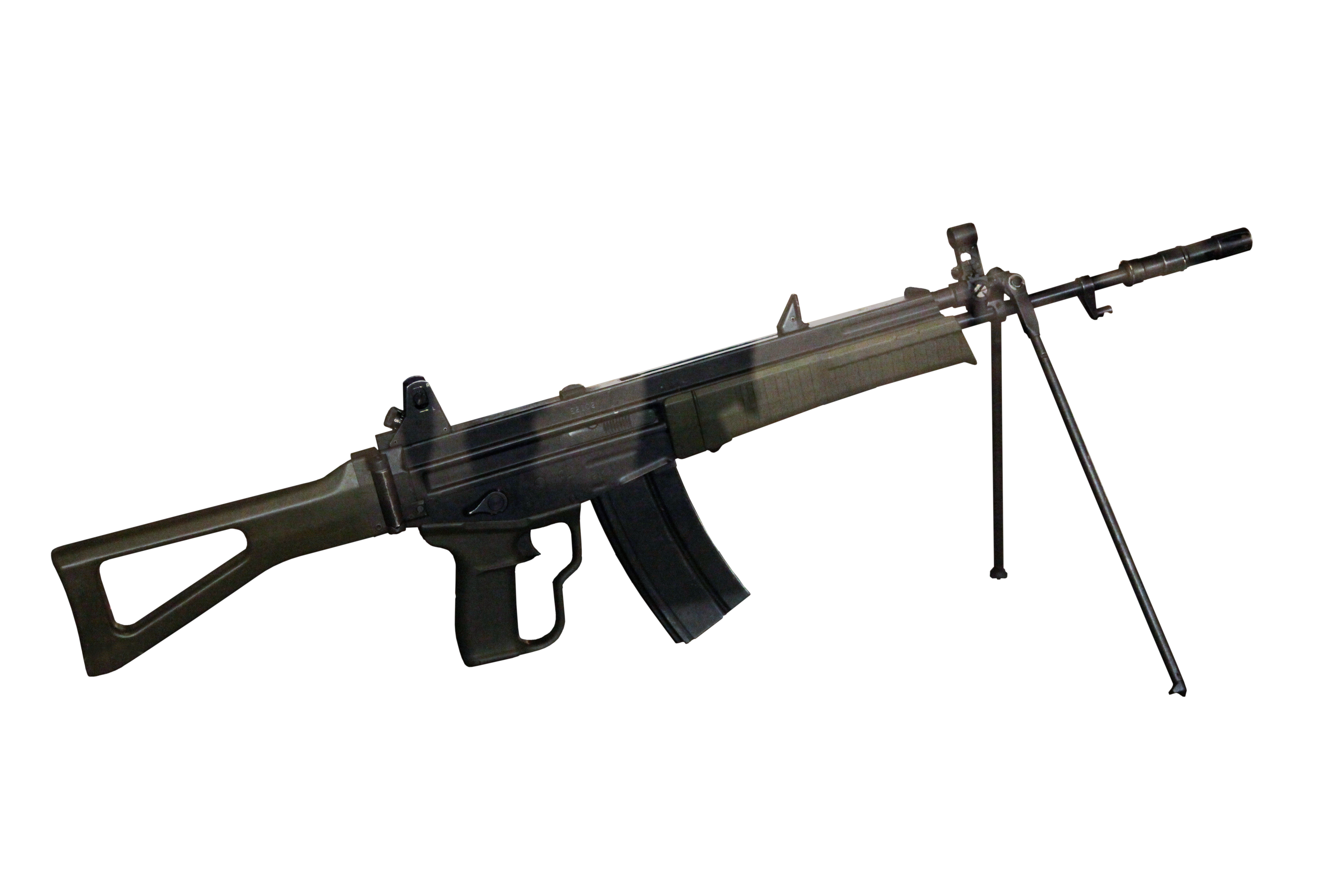
O C42 de Waffenfabrik Bern (aqui a versão fuzil de 6,45mm).
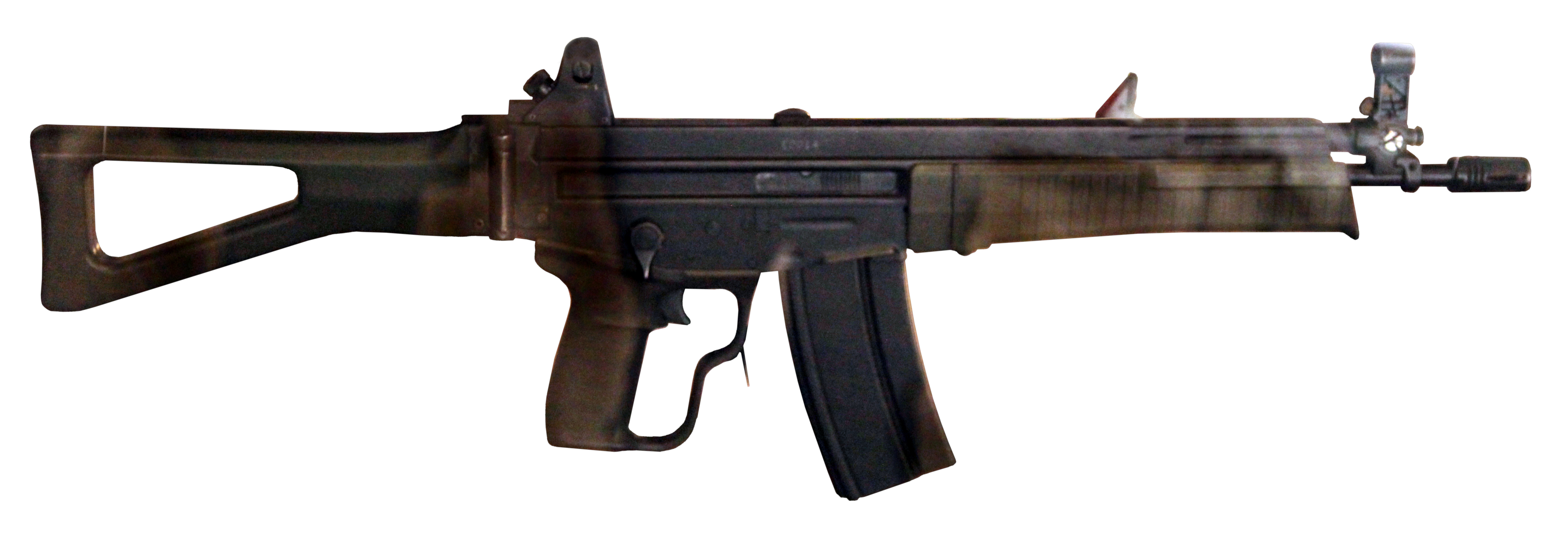
O C42 de Waffenfabrik Bern (aqui a versão carabina de 6,45mm).
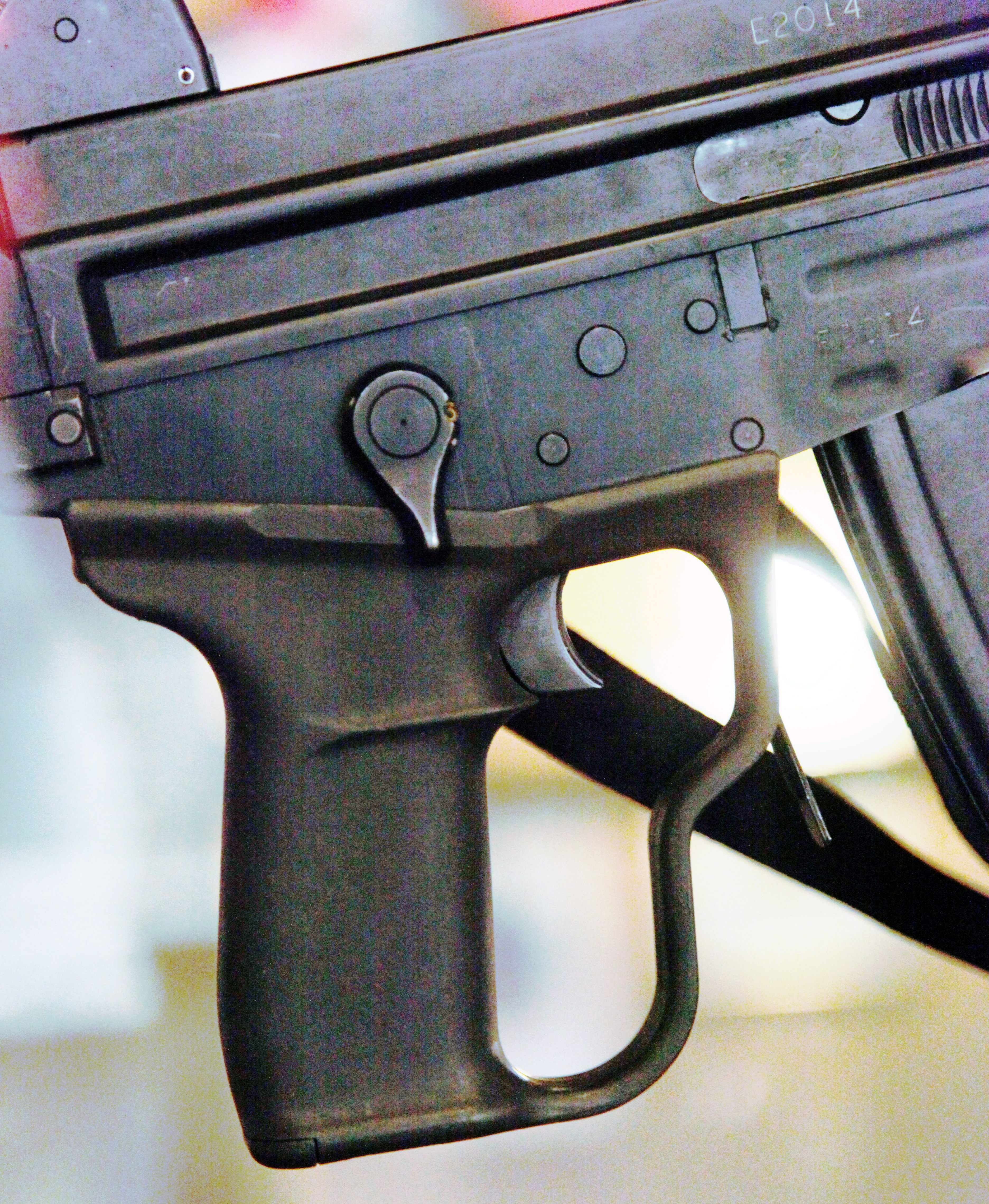
Detalhe do distinto guarda-mato integral do C42.
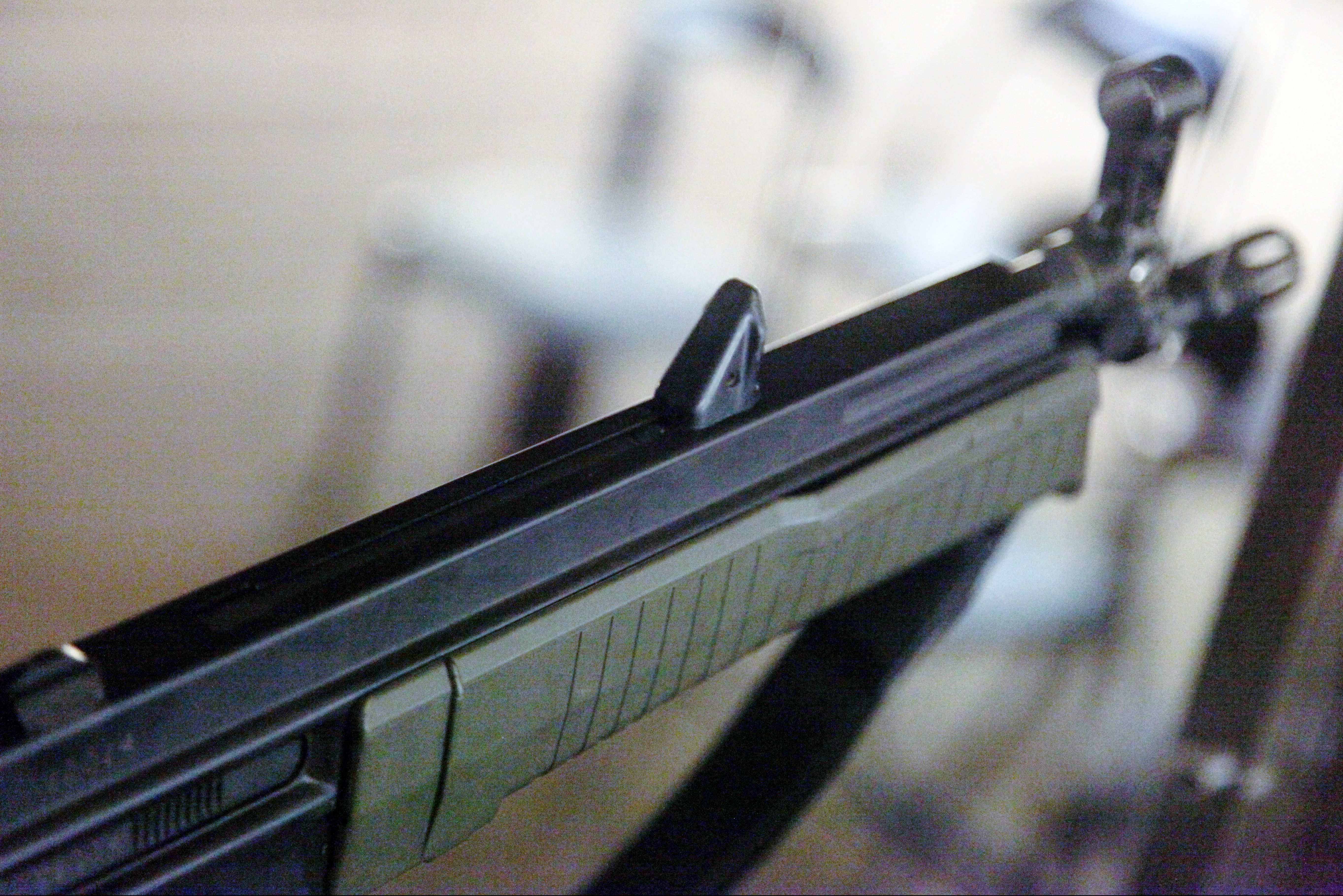
Detalhe da alavanca de manejo montada no topo do C42.
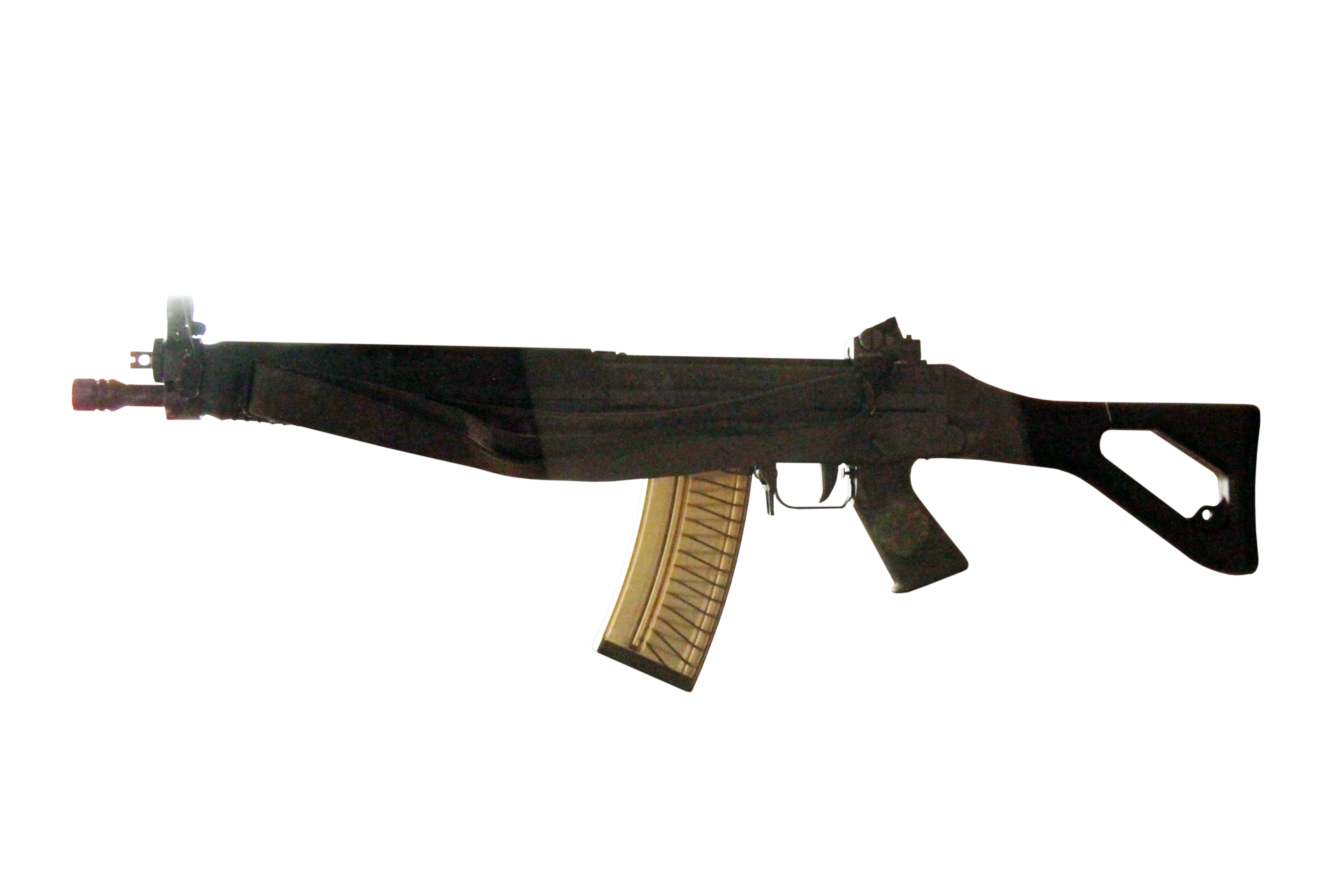
O SIG 541 versão carabina de 6,45mm.

## Produção
Em fevereiro de 1983, a decisão de adotar o SG 541 foi anunciada publicamente (a designação do fuzil foi alterada em outubro do ano seguinte para SG 550, enquanto a versão carabina passou a ser conhecida como SG 551). A produção começou em 1986 e quatro anos depois o fuzil foi oficialmente aceito em serviço em 1990, daí a designação militar Stgw 90. Mais de 600.000 fuzis foram entregues desde então e a produção para as forças armadas foi encerrada.

## Detalhes do projeto

### Mecanismo de operação

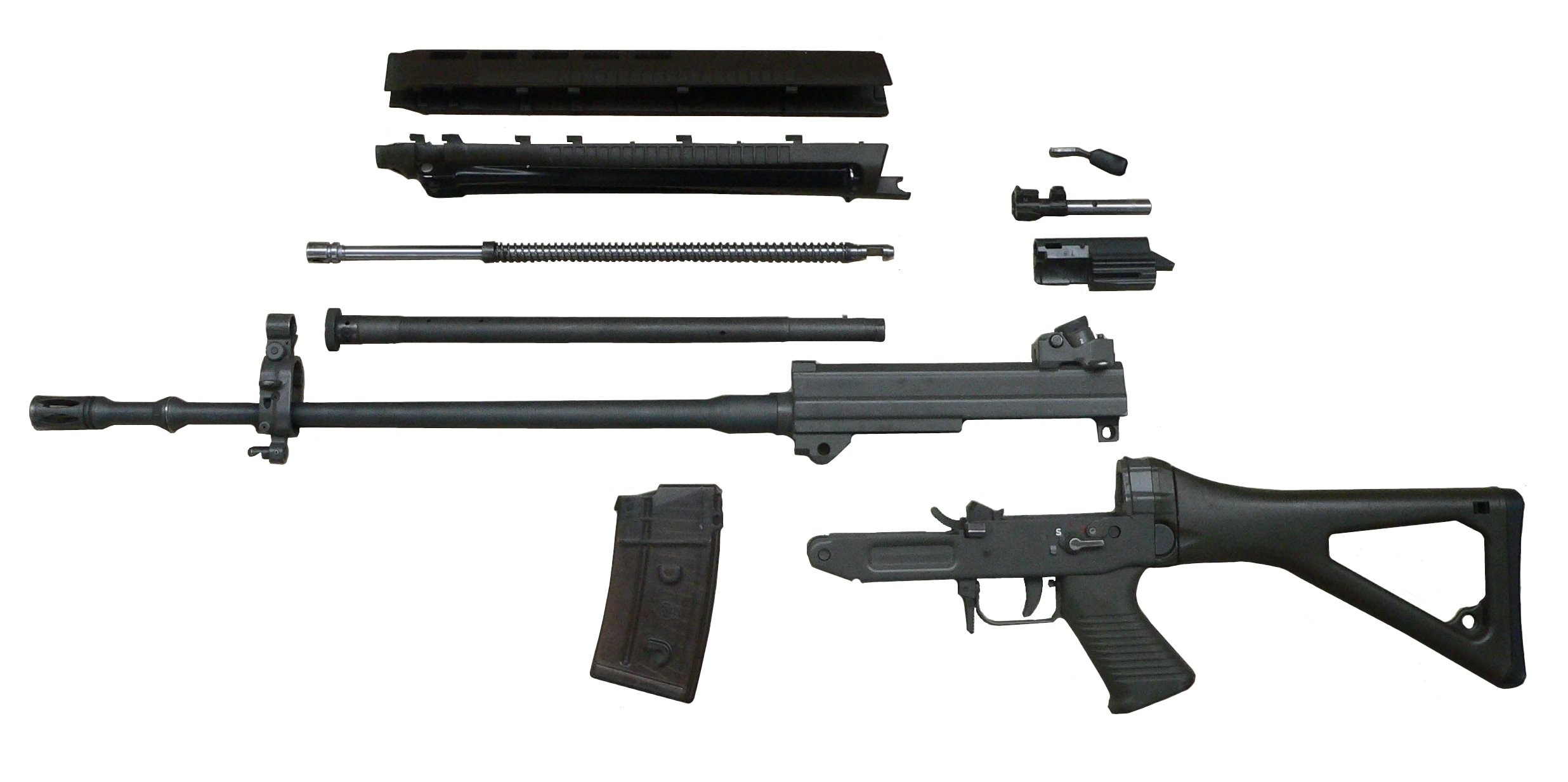
SG 550 desmontado em seus principais grupos constituintes.

O SG 550 é um fuzil de assalto calibrado em 5,56×45mm OTAN de fogo seletivo disparando de um ferrolho fechado. Ele tem um sistema operacional de longo curso acionado por pistão acionado a gás derivado da série de fuzis SIG SG 540, que usa gases de pólvora queimados liberados através de uma janela no cano para alimentar as partes móveis da arma. Uma vez dentro do cilindro de gás, os gases propelentes passam por um canal em forma de L usinado na cabeça do pistão e são direcionados para a válvula de gás. O aumento de pressão na frente da cabeça do pistão empurra o pistão e o conjunto do ferrolho para trás. Conforme o pistão é empurrado para trás, a janela de gás e o canal em forma de L se movem para fora do alinhamento, cortando o fornecimento de gás para o cilindro. Os resíduos de gás e pólvora excedentes são evacuados através de uma janela de exaustão no cilindro de gás. A válvula de gás ajustável manualmente tem duas configurações, uma para operação normal e a segunda configuração para uso na presença de incrustação de sujeira ou formação de gelo.
O mecanismo de trancamento do ferrolho rotativo consiste em duas alças de trancamento de aço que engatam nos recessos de trancamento na culatra e é idêntico ao usado no SG 540. Um extrator acionado por mola é incorporado ao ferrolho enquanto uma saliência fixa em um dos trilhos guia internos do receptor ejetam os estojos dos cartuchos usados.

### Características

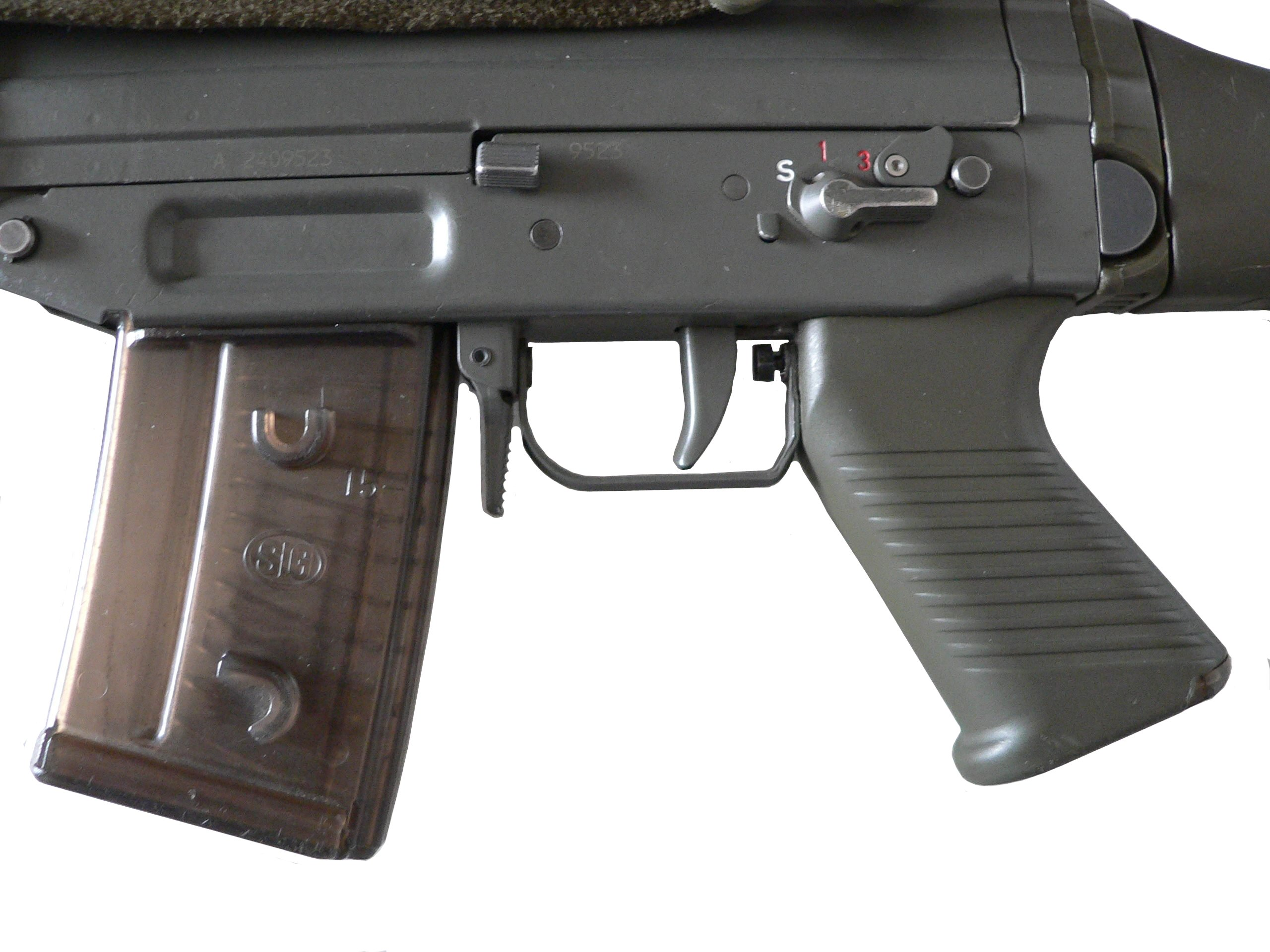
Os controles do fuzil, incluindo o seletor de tiro/registro de segurança.

O fuzil é disparado pela ação do cão e possui um mecanismo de gatilho com um registro de segurança ambidestro e seletor de fogo com 4 configurações: "S" - seguro, "1" - tiro único, "3" - rajada de três tiros e "20" - fogo totalmente automático. O modo de disparo de 3 tiros "3" e a posição totalmente automática "20" podem ser desativados por uma proteção de segurança rotativa para evitar a ativação acidental do modo de disparo contínuo. O gatilho está contido em um guarda-mato giratório que pode ser dobrado para o lado esquerdo ou direito, permitindo uma operação desimpedida com luvas de inverno. O puxão do gatilho é de aproximadamente 35N (7,9lbf)
A arma é alimentada por carregadores leves tipo cofre de 20 tiros, 30 tiros, 10 tiros e 5 tiros. Os carregadores são moldados a partir de um polímero translúcido e podem ser travados entre si por meio de pinos para facilitar o recarregamento mais rápido (estilo selva) (en). O peso vazio de um carregador de 20 tiros é 95g e 110g para um carregador de 30 tiros.
Um dispositivo de retenção de ferrolho trava aberto o conjunto do ferrolho após disparar o último cartucho do carregador e é liberado levantando a alavanca retém do ferrolho localizada no lado esquerdo do receptor. Alternativamente, um atirador canhoto pode soltar o ferrolho puxando a alavanca de manejo revestida de borracha para recuar uma curta distância.
O SG 550 tem uma coronha esqueletizada dobrável para o lado (dobra para o lado direito do receptor) e um bipé de alumínio leve que se dobra em ranhuras no guarda-mão inferior. A coronha articulada é firmemente travada na posição dobrada por um soquete na coronha que se prende a um pino de plástico no guarda-mão; um puxão firme irá liberar a coronha, que é então girada para a posição fechada e travada por uma trava de botão. Uma coronha rebatível lateralmente dobrável também está disponível. A coronha, a empunhadura de pistola e o guarda-mão são feitos de um polímero de alta resistência e são produzidos nas opções de cor verde ou preta. A caixa de aço do receptor e vários outros componentes são fabricados por meio de estampagem e soldagem; as superfícies externas de aço são acabadas com uma camada de esmalte reforçada com cerâmica conhecida como Ilaflon.
O pesado cano forjado a martelo frio é aparafusado no receptor e está equipado com um quebra-chama tipo "gaiola de pássaro" que também é usado para lançar granadas de fuzil (usando munição real padrão) ou prender uma baioneta de faca (a baioneta apoiado por uma alça localizada na base do bloco de gás). O cano estriado tem 6 ranhuras à direita e a taxa de torção do raiamento de especificação do Exército Suíço é de 254mm (1:10 pol.). É otimizada para munição militar suíça GP 90. Um cano voltado para exportação com uma taxa de torção de 178mm (1:7 pol.) também está disponível, projetado para estabilizar munições de 5,56×45mm OTAN com o SS109 mais pesado e projéteis traçantes.
Todos os fuzis são testados para verificar sua precisão e função antes de saírem da fábrica no campo de teste subterrâneo do fabricante de 300m. Novos fuzis aleatórios fora de produção foram testados em um descanso de máquina. Em uma seqüência de 24 disparos, começando com uma arma fria e usando munição GP 90, o R50 ou 50% de vento e dispersão de elevação de qualquer arma individual deve estar dentro de um grupo de 11cm (4,3 pol.) A 300m, 50% de vento e a dispersão da elevação deve ter em média 7cm (2,8 pol.). O método provável do erro circular empregado não pode ser convertido e não é comparável aos métodos militares dos Estados Unidos para determinar a precisão do fuzil. Quando os resultados do R50 são duplicados, a probabilidade de acerto aumenta para 93,7%.
Os componentes do sistema de gás são feitos de aço inoxidável. O cano, o ferrolho, o conjunto do ferrolho e o percussor são todos feitos de aço nitretado a gás, endurecido e temperado. O ferrolho e seu conjunto, junto com a maioria dos outros componentes internos do receptor, passam por um processo de fosfatização.

### Miras

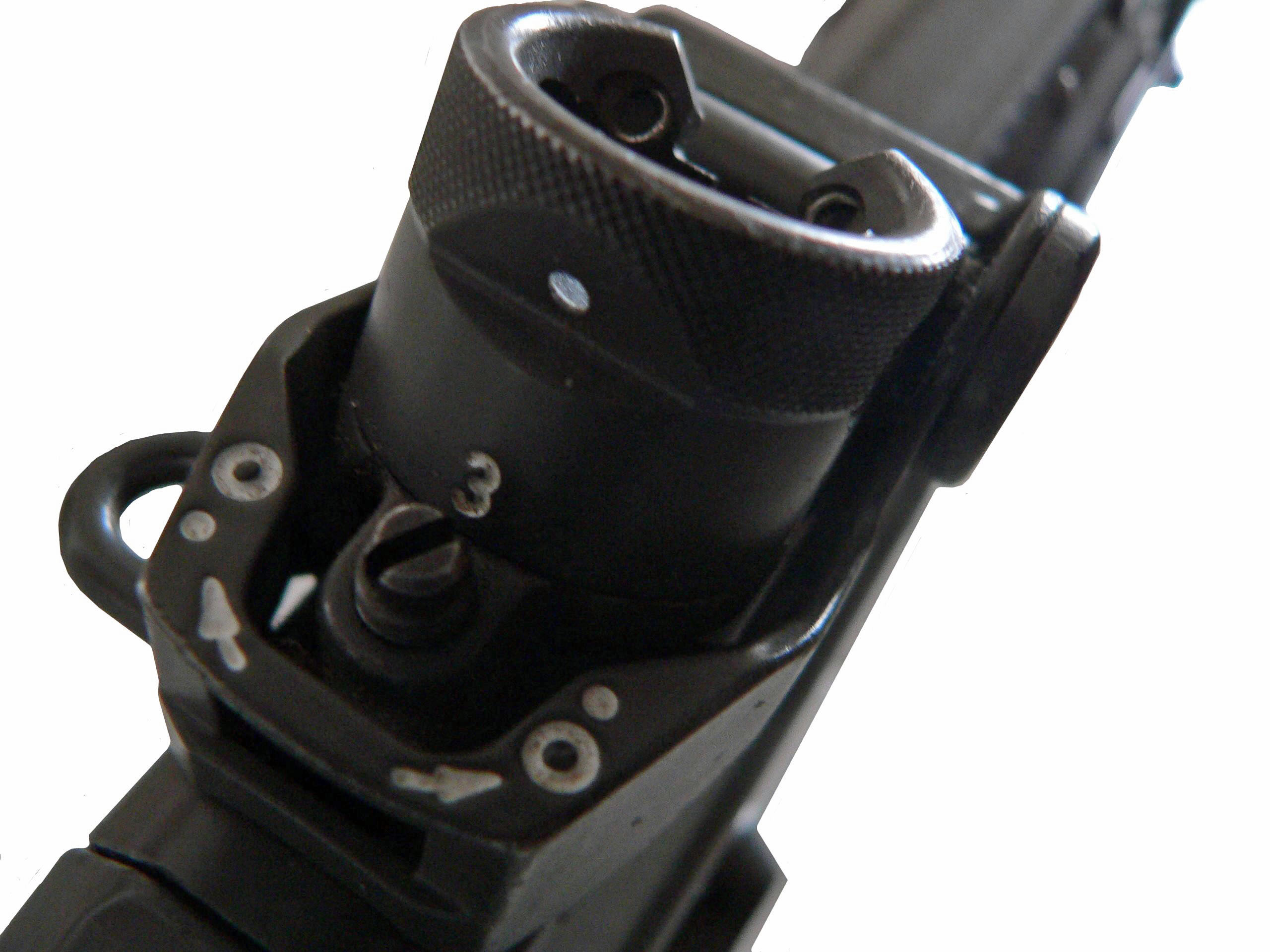
Alça de mira de tambor de dioptria giratório.

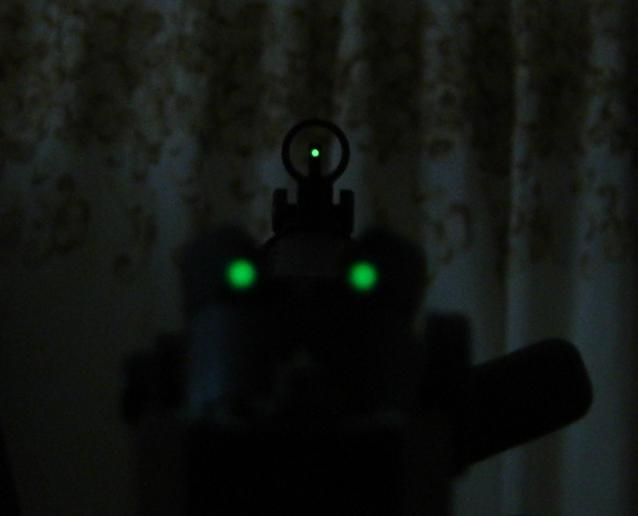
Miras noturnas iluminados com trítio.

Os fuzis da série SG 550 têm um raio de visão de 540mm (21,3 pol.) e são equipados com miras de ferro ajustáveis tanto para vento quanto para elevação. As miras são semelhantes às de algumas armas Heckler & Koch, como o HK G3 ou a HK MP5. A mira consiste em um tambor de dioptria giratório traseiro soldado ao receptor e um poste frontal coberto instalado no bloco de gás. A alça de mira tem um ajuste de entalhe aberto marcado "1" projetado para tiro imediato de até 100m, mas também contém aberturas com ajustes "2", "3" e "4" correspondendo a distâncias de tiro de 200, 300 e 400m. A configuração de 400m tem uma íris removível para tiro esportivo. As miras são ajustáveis por meio de parafusos micrométricos com incrementos de variação de vento e elevação de 0,15mil (± 0,52 moa) ou 15mm (0,6 pol.) a 100m. Para uso noturno, a configuração de entalhe "1" dedicado no tambor da alça de mira é fornecida com duas inserções auto-luminosas alimentadas por trítio encaixadas lateralmente em cada lado do entalhe e, adicionalmente, em um poste retrátil preso à massa de mira. Ao disparar granadas de fuzil, o topo da massa de mira está alinhado com a borda superior da ogiva da granada, o que fornece um ponto de impacto estimado de até 75m. As granadas de fuzil destinadas a esse fim eram granadas anti-carro FN/Luchaire Tipo 58-N.
Para uso como atirador de elite, o SG 550 é equipado com uma mira telescópica Kern 4x24 em uma montagem de remoção rápida. A mira pesa 730g e inclui uma variedade de recursos, como componentes de montagem compatíveis com STANAG 2324 / MIL-STD-1913, um botão de ajuste de elevação de Compensação de Queda de Bala (Bullet Drop Compensation, BDC) para intervalos de 100 a 600m, um retículo iluminado por trítio que permite aquisição de alvo em condições de baixa luminosidade. Incluído com a mira está um para-sol de lente para montagem na ocular que reduz a luz dispersa que prejudica a qualidade da imagem e um filtro cinza para redução do brilho. O modelo básico desta mira óptica já foi usado no Stgw 57.
O receptor superior pode aceitar trilhos de remoção rápida e adaptadores usados para montar a mira óptica (compatível com STANAG 2324). O sistema de montagem da luneta consiste em um orifício de centralização localizado na face frontal do conjunto da alça de mira e um ponto de montagem semelhante a uma cauda de andorinha na extremidade frontal do receptor. A Swiss Arms (respectivamente Brügger e Thomet) oferecem vários tipos de montagens da luneta de liberação rápida e trilhos Picatinny. Uma versão do fuzil com um trilho Picatinny integrado no receptor também é oferecida; nesta configuração, a arma é equipada com miras de batalha de emergência flip-up - uma mira de abertura traseira que se dobra para baixo em um recesso no trilho e uma lâmina frontal dobrável.

### Acessórios

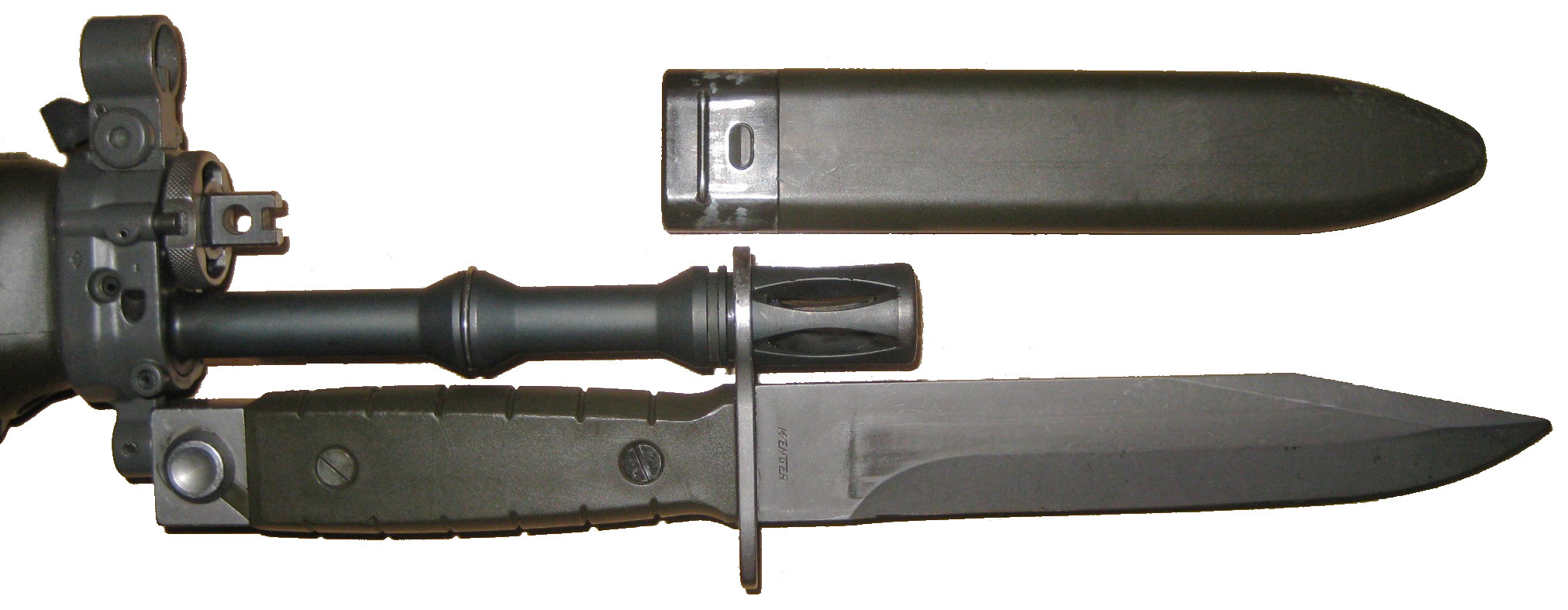
Baioneta Stgw 90 feita pela Wenger.

Tanto o fuzil quanto a carabina vêm de fábrica com um carregador sobressalente, bandoleira, kit de limpeza e um auxiliar de carregamento para enchimento rápido do carregador.
O SG 550/551 de tamanho normal aceitará o lança-granadas GL 5040/5140 de 40 mm da SIG (designação militar suíça: 40 mm Gewehraufsatz 97), que é montado sob o cano por meio de uma trava excêntrica e substitui o guarda-mão inferior. O lança-granadas é uma arma de tiro único com culatra fornecida com uma mira em folha que se conecta à base da alça de mira do fuzil e permite disparos precisos até 200m. O lançador de alumínio leve pesa 1,7kg descarregado e é operado independentemente do fuzil. Ele pode usar uma ampla variedade de granadas de 40×46mm, incluindo tipos de alta pressão de alcance estendido e bastão não-letal ou projéteis anti-motim. O compacto SG 552/553 pode ser equipado com um lança-granadas GL 5340 inferior.
Uma baioneta Stgw 90 também pode ser montada no fuzil. A baioneta tem um comprimento total de 310mm e um diâmetro do anel da boca do cano de 22mm. A lâmina de 177mm de comprimento tem um gume e não tem estrias. As baionetas são fabricadas exclusivamente para o Exército Suíço pela Victorinox e no passado pela Wenger até que a Victorinox adquiriu a Wenger em 2005. Com um adaptador apropriado, o fuzil também aceitará uma baioneta KCB-77 padrão OTAN (feita originalmente por Carl Eickhorn de Solingen, Alemanha Ocidental) ou a M9 americana.

## Galeria

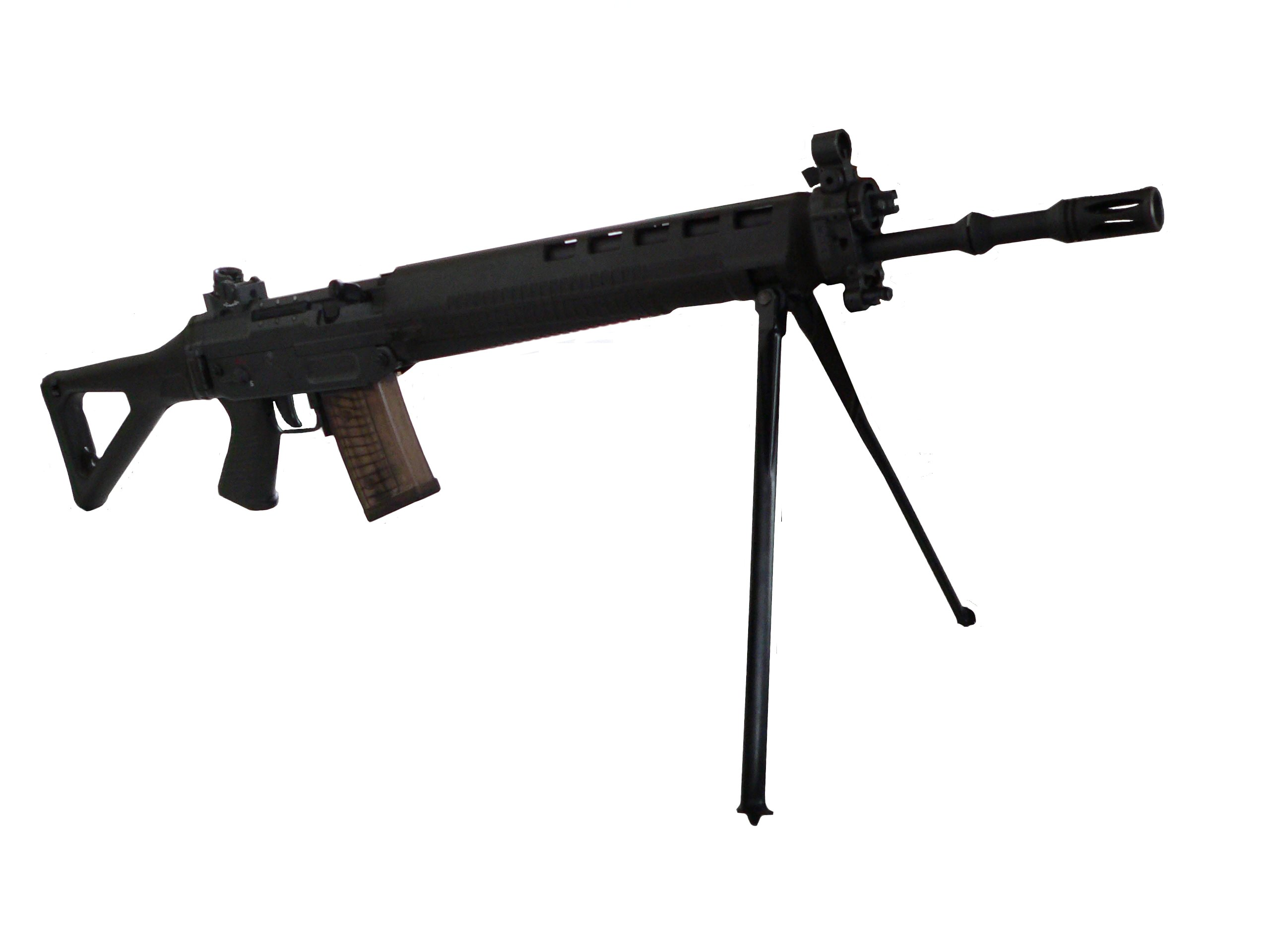
Com bipé estendido.
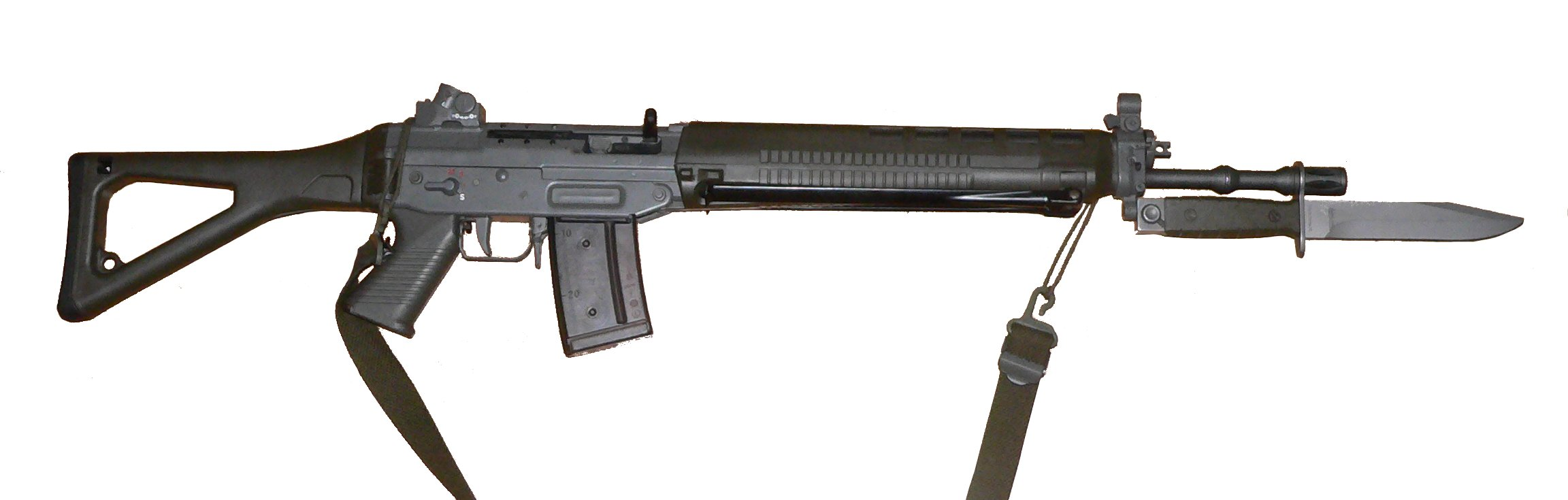
Com baioneta.
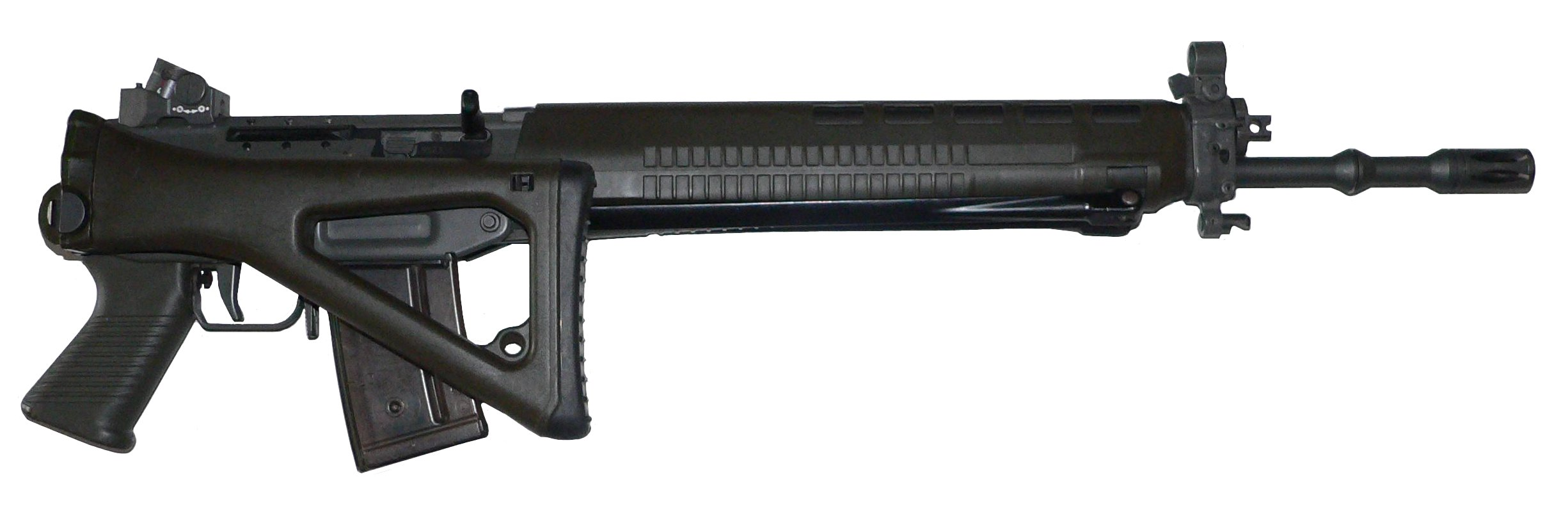
Coronha dobrada.
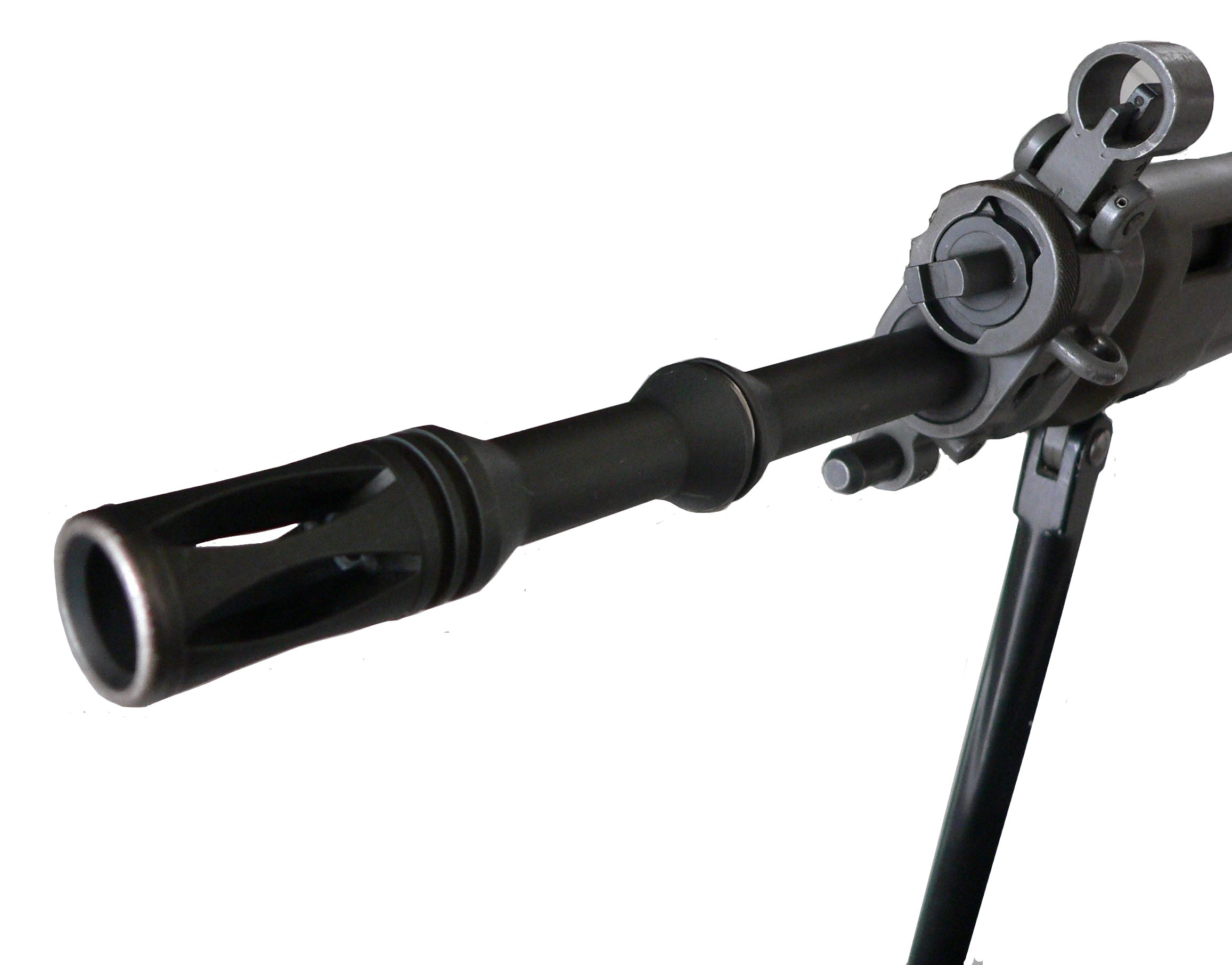
Supressor de flash e regulador de gás.
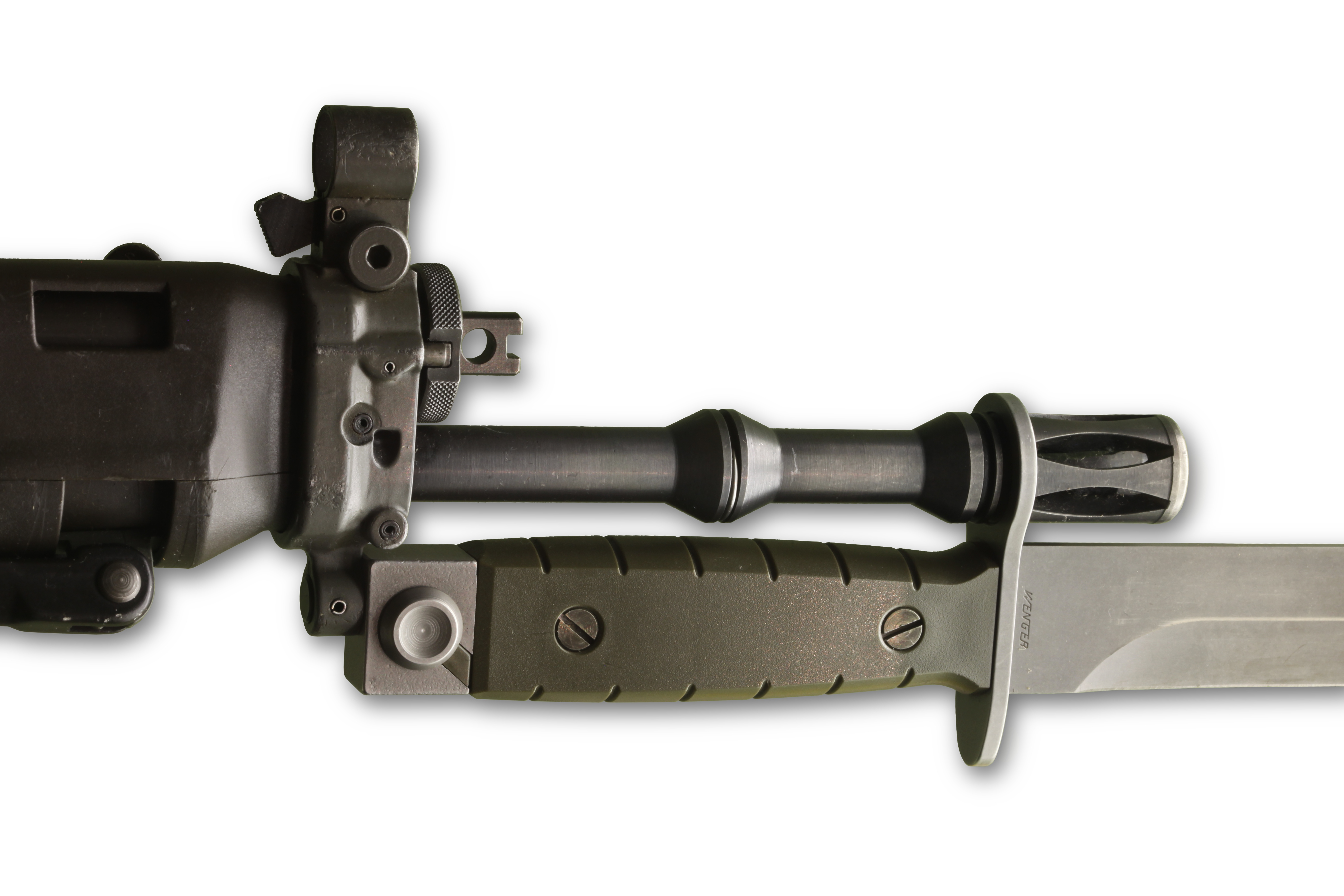
O bloco de gás integra um regulador de gás ajustável, a mira frontal com um poste de mira noturna dobrável e o terminal de baioneta no supressor de flash.
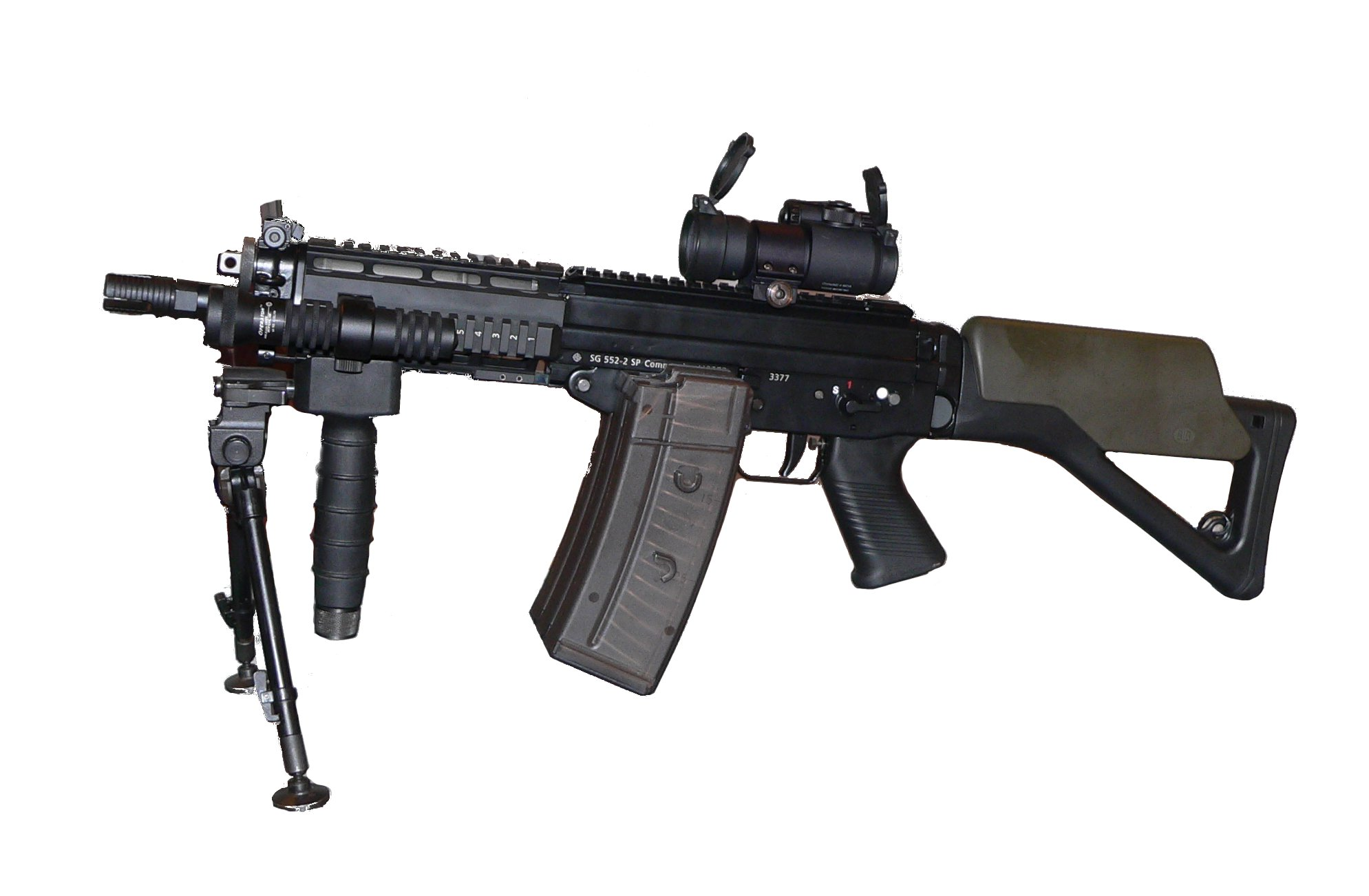
A versão do comando SG 552 com Trilho picatinny integral e acessórios.
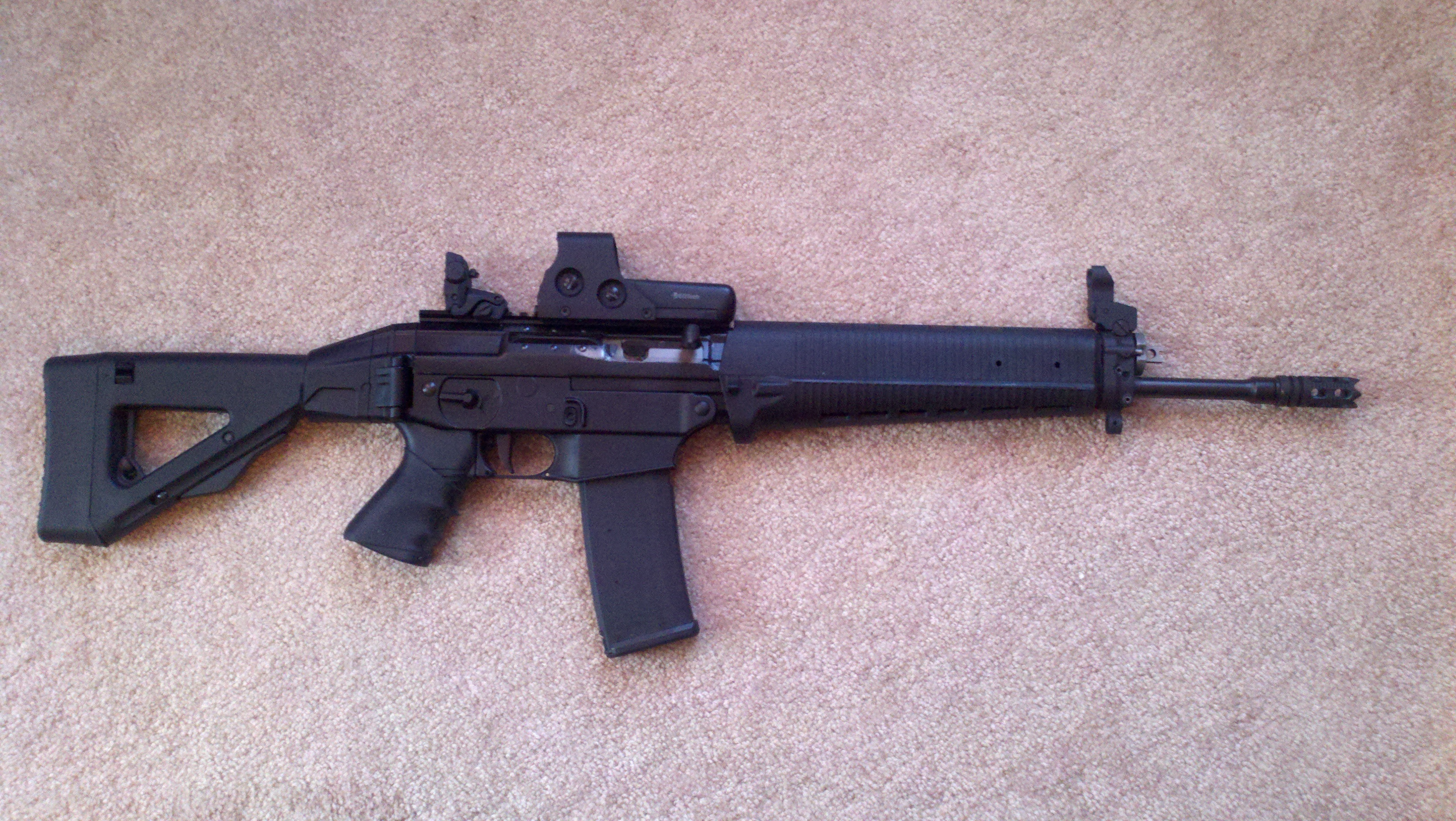
O SG 556 com uma mira acoplada a ele.
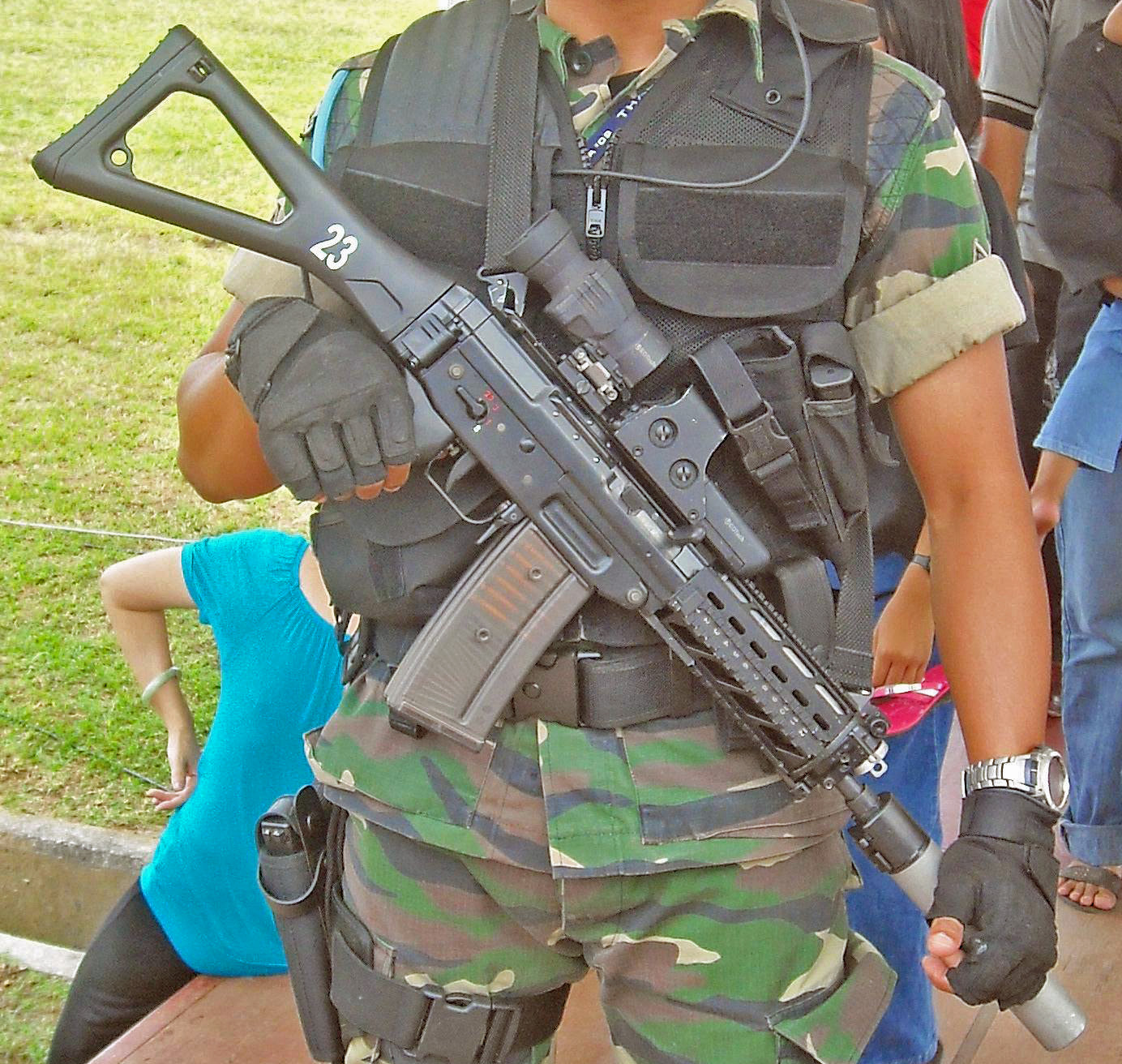
Um militar malásio com o modelo SG 553.
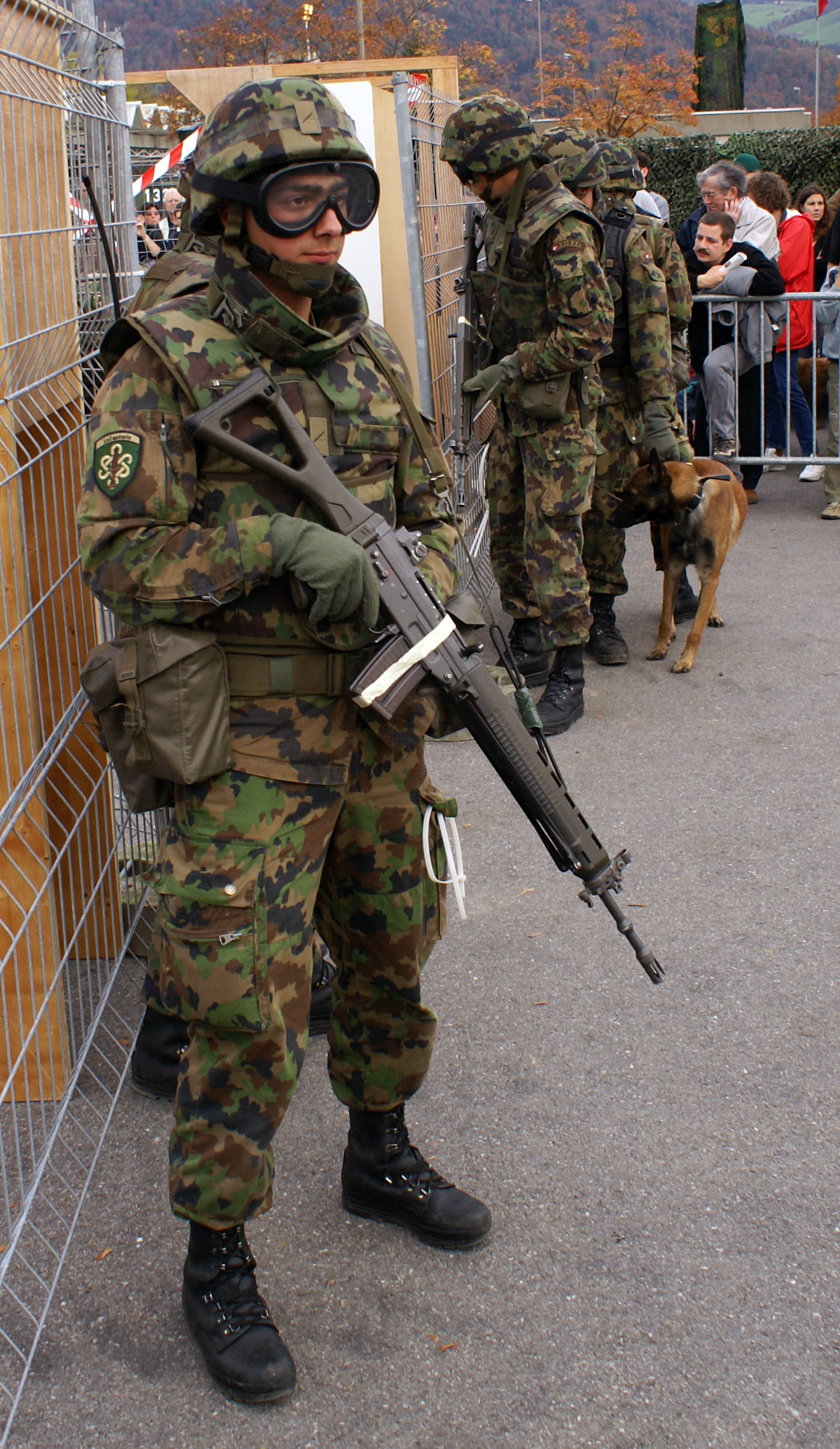
Um soldado suíço armado com um Stgw 90.